# خورخي إيبارغوينغويتيا
خورخي إيبارغوينغويتيا (22 يناير 1928 - 27 نوفمبر 1983) (بالإسبانية: Jorge Ibargüengoitia Antillón) مؤلف وكاتب مسرحي مكسيكي.
توفي في رحلة أفيانكا 011 التي كانت مُنطلقة من فرانكفورت إلى بوغوتا عبر باريس ومدريد وكاراكاس، حيث تحطمت في 27 نوفمبر 1983.

## روابط خارجية
- صفحة خورخي إيبارغوينغويتيا على موقع goodreads.com
- خورخي إيبارغوينغويتيا على موقع IMDb (الإنجليزية)
- خورخي إيبارغوينغويتيا على موقع قاعدة بيانات الفيلم (الإنجليزية)